# Набк (заповідник)
Набк — один з п'яти заповідників Південного Синаю, створений в 1997 році на узбережжі Акабської затоки, за 35 км від Шарм-еш-Шейха.
Територія заповідника — 600 кв. км. У 1992 році був оголошений зоною, що охороняється і включений до складу заповідника Рас-Мохаммед.
Набк налічує близько 130 видів рослин. Це найпівнічніше місце в світі, де ростуть мангрові дерева. Ці дивовижні рослини самі опріснюють для себе солону воду. Знизу листя мангрів покриті шаром солі. Наземна частина заповідника також багата рослинністю, включаючи Сальвадору перську (Salvadora persica), і є місцем проживання невеликої кількості газелей — Доркас (Gazella dorcas). Серед коренів мангрових дерев живуть і розмножуються різноманітні морські створення, а в гілках гніздяться і знаходять собі притулок птиці, включаючи колпицю (Platalea leucorodia) і скопу (Pandion haliaetus). Уздовж берега тягнуться красиві коралові рифи.
| Єгипет | Це незавершена стаття з географії Єгипту. Ви можете допомогти проєкту, виправивши або дописавши її. |

1. ↑  http://www.eeaa.gov.eg/en-us/topics/nature/protectorates/protectoratesdescription.aspx